# Бои за Горловку
21 июля 2014 года подразделения Вооружённых сил Украины начали серию попыток вернуть город Горловка Донецкой области, контролируемый сепаратистами самопровозглашенной Донецкой Народной Республики (ДНР), под контроль центрального правительства, что привело к началу боев за Горловку.

## История
Горловка — это крупный город в Донецкой области, к северу от города Донецка. 1 марта 2014 года пророссийский митинг собрал в городе 5 тысяч человек. Аналогичные протестные акции происходили во многих городах Юго-Востока Украины.
12 апреля в 20:00 протестующие предприняли попытку захвата Управление внутренних дел города, они требовали выдачи оружия, но данная попытка была пресечена сотрудниками милиции во главе с начальником Горловского ГУВД Андреем Крищенко. 14 апреля протестующие заняли городской совет и подняли флаги России и Донецкой Народной республики, кроме того, активистам удалось взять под контроль Управление внутренних дел в Горловке Часть горловской милиции перешла на сторону ДНР. 30 апреля город перешёл под контроль ДНР.
После выхода сил ДНР из Славянска на севере Донецкой области 5 июля, многие сепаратисты направились в Горловку, которая осталась под контролем ДНР.
14 июня два штурмовика ВВС Украины Су-24 нанесли авиаудар по УВД города в котором разместился штаб сепаратистов ДНР,  сепаратисты заявили что был сбит один самолёт.

## События
20 июля Вооружённые силы Украины начали наступление на Горловку через Дзержинск (с 4 февраля 2016 года Торецк). 21 июля украинская армия начинает штурм Майорска в пригороде Горловки. В городе начинаются перестрелки. 21 и 22 июля 2014 года, в городе идут тяжелые бои. По сообщением пресс-центра Вооружённых сил Украины украинская армия установила контроль над частью Горловки. Установление контроля над Горловкой стало приоритетом для украинской армии, так как это был «прямой путь к областному центру — Донецку». 27 июля после затишья бои в Горловке возобновились. Подразделения Вооружённых сил Украины начали наступление на город. По сообщениям пресс-центра ВСУ они уничтожили блок-пост ДНР на окраине города и начали его окружение. Сепаратисты заявляли, что продолжают контролировать блок-посты на окраине города, что в результате столкновений в городе  погибло тринадцать человек, в том числе дети.
Пресс-центр ВСУ заявил, что ДНР обстреливает жилые кварталы города из Градов с целью дискредитации украинских военных. По заявлениям украинской стороны в ходе боевых действий, сепаратисты потеряли по меньшей мере двадцать человек убитыми, а также были уничтожены восемь единиц военной техники на окраине города.
На следующий день, 28 июля, было сообщено о том, что 17 гражданских лиц были убиты во время боевых действий в Горловке, и 43 ранены. К 29 июля, многие жилые районы в городе были полностью разрушены. Игорь Безлер покинул город. 31 июля ВСУ попытались снова окружить город. По состоянию на 6 августа, по крайней мере 250 домов в городе были оставлены без газа, многие другие дома были просто уничтожены. На следующий день, артиллерийский снаряд попал в остановку автобуса, погибли пять мирных жителей, еще десять получили ранения. Электростанция также была разрушена, в результате чего большая часть города осталась без электричества.
6 августа 2014 года в попытке остановить продвижение украинских войск, сепаратисты взорвали мост, соединяющий центр города с северной частью города. 14 августа 2014 года возобновились тяжёлые бои за город. 16 августа сепаратистам пришлось оставить блок-посты, на которых они находились. 18 августа ВСУ заявили об окружении Горловки. Несмотря на это, боевые действия продолжались. Широкомасштабное контрнаступление сил ДНР по всему Донбассу, начавшееся в конце августа, откинуло украинские силы назад во многих районах области. По сообщениям украинской стороны, 27 августа в боях за Горловку и Иловайск сепаратисты потеряли около 200 человек убитыми.
1 сентября 2014 года было прорвано окружение Горловки. В период с 1 по 5 сентября сепаратисты ДНР взяли под свой контроль пригороды Горловки и старались как можно дальше отодвинуть линию фронта от города.
Несмотря на соглашение о прекращении огня, подписанное 5 сентября, 6 сентября сепаратисты заявили, что украинские силы продолжают обстреливать их позиции в Горловке.

### Продолжение боевых действий
15 ноября 2014 года сепаратистами были захвачены производственные помещения завода «Реахим».
Утром 9 декабря украинская артиллерия осуществила обстрел позиций сепаратистов в районе Горловки, в ходе обстрела уничтожено и выведено из строя не менее 2 установок РСЗО «Ураган», 2 гаубицы Д-30, ликвидировано 4 грузовые автомобиля с патронами.
20 декабря от ранений при обстреле умерла 9-летняя девочка, ее мать госпитализирована.
22 января 2015 года, ожесточились бои за Горловку, артиллерия сепаратистов наносила интенсивные удары по позициям украинских войск, ведя обстрел из жилых кварталов с позиций в районе рынка «Динамо» и поселка Короленко, гражданские массово начали покидать город и окрестности. 23 января от обстрелов в Горловке погибли 5 человек, еще 10 ранены, в городе повреждены линии электропередач и газа, вследствие чего в городе отсутствует водоснабжение, свет, газ и отопление. 27 января сепаратисты провели разведку боем на трёх блок-постах, в результате чего трое украинских военнослужащих получили ранения. 28 января в результате обстрелов ранены 10 мирных жителей, среди них 3 детей, погибли 5 граждан.
По сообщению Андрея Лысенко, 19 апреля 2016 года трое украинских военнослужащих погибли и двое получили ранения в районе Майорска.
19—21 февраля 2021 года под Горловкой снова вспыхнули ожесточённые бои. По данным ВСУ, пророссийские силы сепаратистов пять раз нарушили режим прекращения огня и получили ответ от Вооруженных сил Украины. Бойцы 503-го отдельного батальона морской пехоты ВМС ВСУ в районе шахты «Южная» и населенного пункта Торецк под Горловкой ответным огнем нанесли урон врагу. Офицер ВСУ Анатолий Штефан (позывной Штирлиц) сообщил, что украинские военные под Горловкой уничтожили семь противников. По данным ДНР под Горловкой были убиты 5 солдат. Бывший комендант Горловки, Игорь Безлер сказал, что под Горловкой убито 20 сепаратистов ДНР.